# Psoralea oreophila
Psoralea oreophila är en ärtväxtart som beskrevs av Rudolf Schlechter. Psoralea oreophila ingår i släktet Psoralea och familjen ärtväxter. Inga underarter finns listade i Catalogue of Life.